# Sankt Jacob av Nsibin syrisk-ortodoxa katedral
Sankt Jacob av Nsibin syrisk-ortodoxa katedral är en syrisk-ortodox katedral i Södertälje i Sverige. Den började byggas i oktober 2007, och invigdes den 17 maj 2009.

### Fotnoter
1. ↑  hämtat från: italienskspråkiga Wikipedia.[källa från Wikidata]
2. ↑  ”Dagen 15 maj 2009 - På söndag invigs en syrisk-ortodox katedral i Södertälje, hämtdatum: 9 augusti 2014”. Arkiverad från originalet den 12 augusti 2014. https://web.archive.org/web/20140812052815/http://www.dagen.se/nyheter/pa-sondag-invigs-en-syrisk-ortodox-katedral-i-sodertalje/. Läst 9 augusti 2014.